# Епархия Сакании-Кипуши
Епархия Сакании-Кипуши (лат. Dioecesis Sakaniensis-Kipushiensis) — епархия Римско-Католической Церкви с центром в городе Саканиа, Демократическая Республика Конго. Епархия Сакании-Кипуши входит в митрополию Лубумбаши.

## История
12 мая 1925 года Святой Престол учредил апостольский префектура Сакании, выделив её из апостольский викариат Лубумбаши (ныне — архиепархия Лубумбаши).
14 ноября 1939 года апостольская префектура Сакании была преобразована в апостольский викариат.
10 ноября 1959 года апостольский викариат Сакании был преобразован в епархию буллой Cum parvulum Римского Папы Иоанн XXIII.

## Ординарии епархии
- епископ Joseph Sak (1924 — 1946);
- епископ René van Heusden (1947 — 1958);
- епископ Pierre François Lehaen (1959 — 1973);
- епископ Elie Amsini Kiswaya (1975 — 2001);
- епископ Gaston Kashala Ruwezi (2004 — по настоящее время).